# Mont Pelvoux
Mont Pelvoux (3946 m n.p.m.) – czwarta co do wysokości góra w grupie górskiej Écrins w Alpach Delfinackich we Francji.

## Położenie
Mont Pelvoux wznosi się w bocznej grani grupy Écrins, oddzielającej się od grani głównej w masywie L'Ailefroide (3953 m n.p.m.) w kierunku północno-wschodnim. Masyw Mont Pelvoux stanowi zakończenie tej grani bocznej, rozdzielającej dolinę Glacier Noir na północy od doliny potoku Celse Nière na południu. Ku wschodowi masyw Mont Pelvoux opada szeroko rozczłonkowanymi zboczami do doliny potoku St. Pierre z osiedlem Ailefroide (ok. 1500 m n.p.m.).

## Historia zdobywania
Do 1860 r. (nie licząc okresu podbojów napoleońskich w latach 1794–1814) cała Sabaudia wraz z przypadającymi jej stokami Mont Blanc nie należała do Francji. Dlatego wznoszący się wysoko ponad doliną Vallouise i dobrze widoczny z doliny Durance (miejsce zwane Belvedère du Pelvoux koło miejscowości l’Argentière-la-Bessée) Mont Pelvoux był przez długi czas uważany za najwyższą górę Francji. Dopiero 31 lipca 1828 r. kapitan wojsk francuskich Durand wraz z towarzyszami (A. Liotard i J. E. Matheoud) zdołali zdobyć północny wierzchołek Mont Pelvoux, zwany Signal du Pelvoux, a później również Pointe Durand (3932 m n.p.m.) i dzięki przeprowadzonym stamtąd obserwacjom stwierdzić wyższość Barre des Écrins (4102 m n.p.m.). W 1849 r. astronom Victor Puiseux zdobył główny (najwyższy – zachodni) wierzchołek góry, nazwany później jego imieniem: Pointe Puiseux (3946 m n.p.m.). Południowy wierzchołek, znacznie niższy od poprzednich, nosi nazwę Petit Pelvoux (Mały P., 3754 m n.p.m.). Najniższe są Trois Dents du Pelvoux (Trzy Zęby P., 3682 m n.p.m.). Depresję między wierzchołkami zajmuje duży lodowiec wiszący Glacier du Pelvoux, opadający ku wschodowi.

## Przypisy

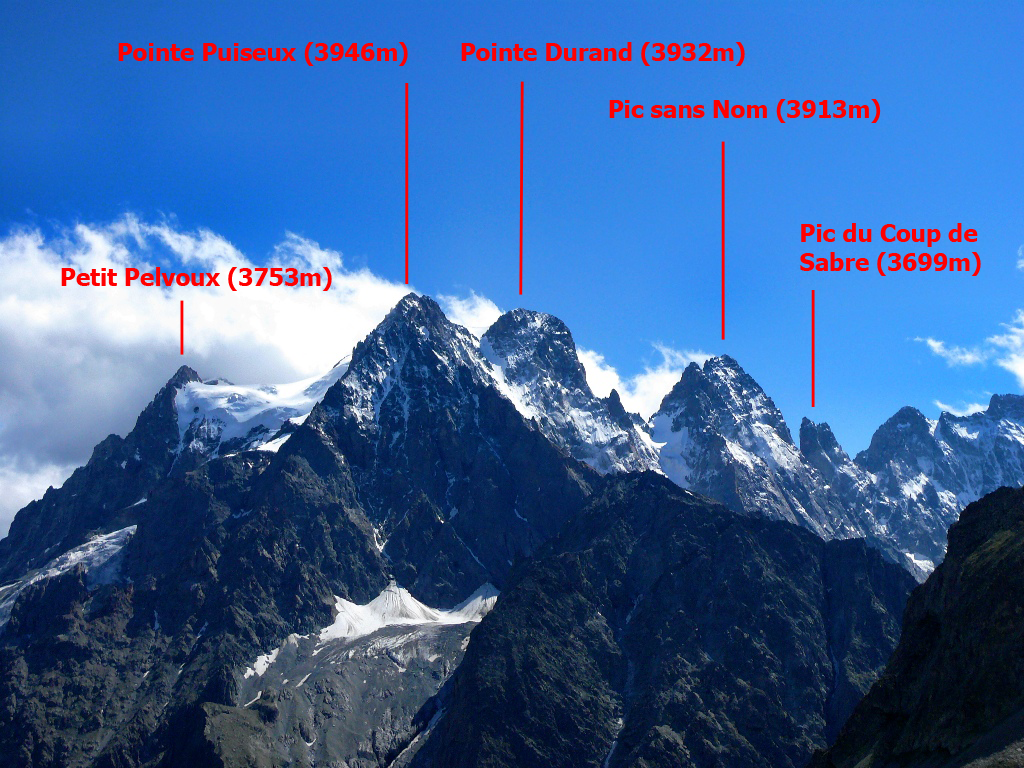
Mont Pelvoux i sąsiednie szczyty z Glacier Blanc